# لیکوی راه‌راه

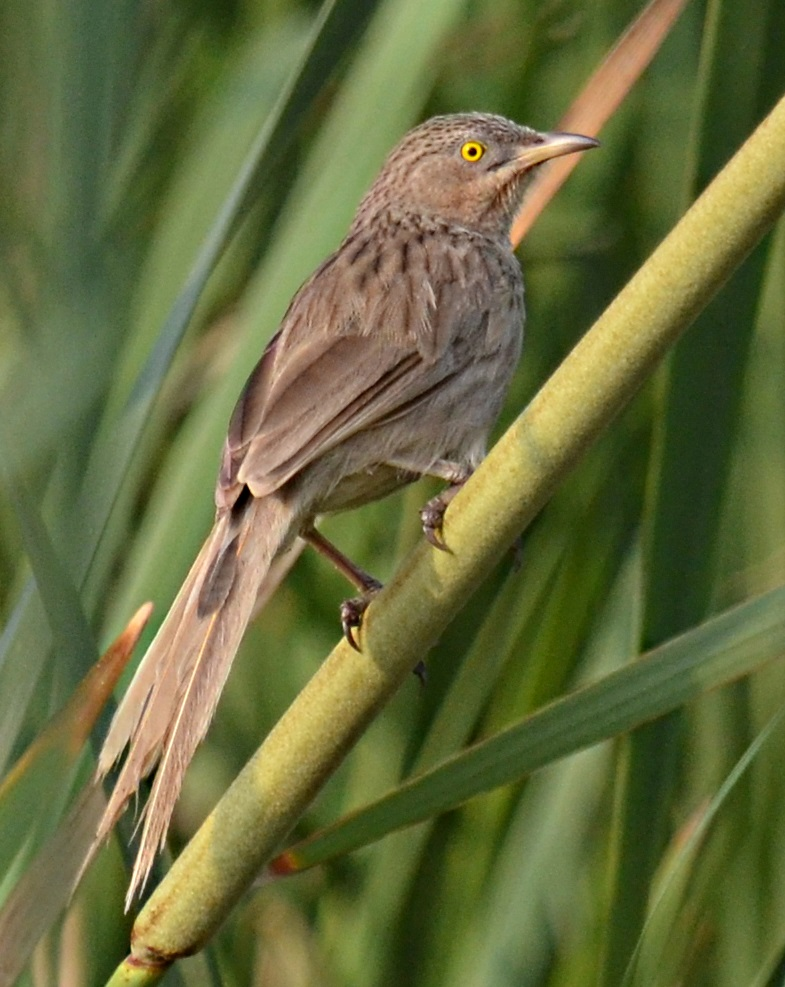
لیکوی راه‌راه

لیکوی راه‌راه (نام علمی: Turdoides earlei) نام یک گونه از سرده لیکوها است.